# جون إم. سكوت
جون إم. سكوت (بالإنجليزية: John M. Scott)‏ هو قاضي ومحامي أمريكي، ولد في 1 أغسطس 1824 في بلفيل في الولايات المتحدة، وتوفي في 21 يناير 1898 في بلومنجتون في الولايات المتحدة.